# Filipčje Brdo
Filipčje Brdo – wieś w Słowenii, w gminie Sežana. W 2018 roku liczyła 36 mieszkańców.